# 松平定安 (伊予松山藩嫡子)
松平 定安（まつだいら さだやす、寛文2年（1662年） - 貞享4年2月17日（1687年3月30日））は、伊予松山藩の嫡男。
小浜藩主酒井忠勝の嫡男であった酒井忠朝の八男で、母は伊予松山藩松平定行の娘おまん。母方の従兄にあたる伊予松山藩主松平定長の養嫡子とされたが、貞享4年（1687年）に若くして没した。